# Challenger (film)
Pour les articles homonymes, voir Challenger.
 (septembre 2024).
Si vous disposez d'ouvrages ou d'articles de référence ou si vous connaissez des sites web de qualité traitant du thème abordé ici, merci de compléter l'article en donnant les références utiles à sa vérifiabilité et en les liant à la section « Notes et références ».
Pour plus de détails, voir Fiche technique et Distribution.
Challenger est une comédie française réalisée par Varante Soudjian et sorti en 2024.

## Synopsis
Luka rêve d'être un grand boxeur... Malheureusement, pour l'instant, il n’est qu'amateur et doit se contenter de petits combats foireux. Mais un jour, le destin frappe à sa porte et propulse notre héros au sommet !

## Fiche technique
Sauf indication contraire, les informations mentionnées dans cette section peuvent être confirmées par la base de données cinématographiques Allociné,  présente dans la section « Liens externes ».
- Titre original : Challenger
- Réalisation : Varante Soudjian
- Scénario : Varante Soudjian et Thomas Pone
- Musique : Vincent Lebègue
- Décors : Isabelle Delbecq
- Costumes : Cécile Guiot
- Photographie : Cyril Bron
- Son : Guillaume Le Braz
- Montage : Brian Schmitt
- Production : Nora Melhi, Arthur Essebag et Yohan Baiada
- Sociétés de production : Les Enfants Terribles et Alef Two
  - Coproduction : France Télévisions et UGC Production
- Société de distribution : UGC Distribution
- Budget : N/A
- Pays de production :  France
- Langue originale : français
- Format : couleur — 2,35:1
- Genre : comédie
- Durée : 95 minutes
- Date de sortie :
  - France : 23 octobre 2024

## Distribution
Sauf indication contraire, les informations mentionnées dans cette section peuvent être confirmées par la base de données cinématographiques Allociné,  présente dans la section « Liens externes ».
- Alban Ivanov : Luka Sanchez, dit le kid d'Amiens
- Audrey Pirault : Stéphanie, la manageuse de Luka
- Moussa Maaskri : Reda Roussel, ancien champion de boxe
- Soso Maness : Jacquet
- David Salles : Moreno
- Alexandre Antonio : Freddy
- Jonas Dinal : Joshua Camara, champion d'Europe de boxe
- Pierre-François Martin-Laval : Florent Michaud, l'adjoint au maire
- Laurence Bibot : la mère de Luka
- Marie Lanchas : Valérie, la patronne du restaurant dans lequel travaille Luka
- Daniel Njo Lobé : Patrick, le beau-père de Luka
- Lucie Charles-Alfred : la belle-sœur de Luka
- Nathalie Odzierejko : la cousine de Jacquet
- Palachandiran Thyshaant : collègue de travail de Luka
- Lucie Bertaud: commentatrice du combat

## Production
Le film est en partie tourné à Amiens, ville dans laquelle est située l'action.

## Accueil
Le film obtient une moyenne de trois étoiles dans la presse sur le site Allociné (huit critiques).